# 索布雷拉
索布雷拉是葡萄牙波尔图区的一个堂区。总面积21.02平方公里，总人口4079人，人口密度194.1人/平方公里。